# Wiktor Riabow

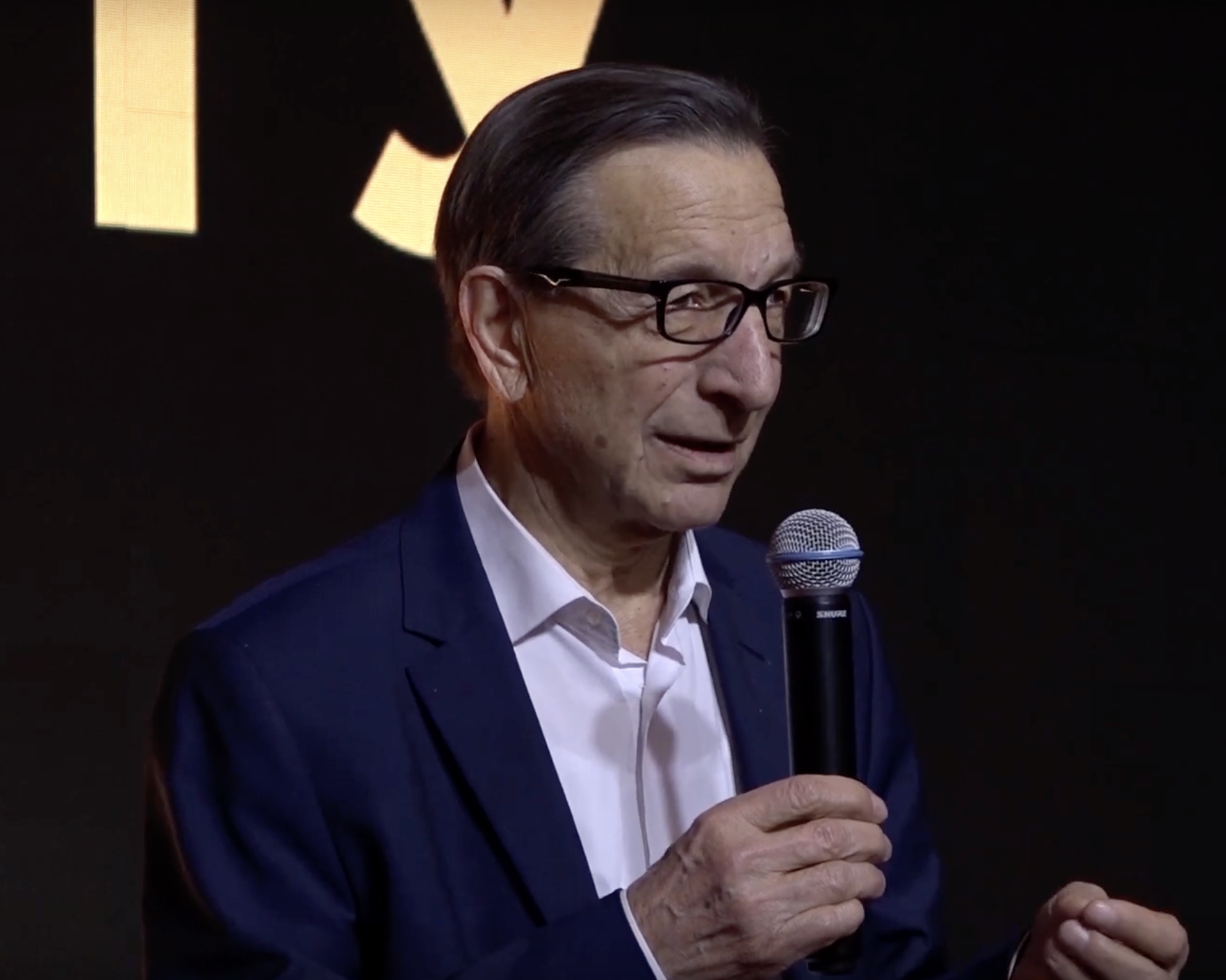
Wiktor Riabow

Wiktor Wasiljewicz Riabow (ros. Ви́ктор Васи́льевич Ря́бов, ur. 22 lipca 1937 we wsi Usinskoje w obwodzie kujbyszewskim, zm. 26 lutego 2025) – radziecki i rosyjski historyk oraz polityk.

## Życiorys
W 1961 ukończył Saratowski Uniwersytet Państwowy, w grudniu 1977 został doktorem nauk historycznych, później profesorem, od 1961 był funkcjonariuszem komsomolskim w obwodzie kujbyszewskim. W 1962 wstąpił do KPZR. W latach 1973–1977 był rektorem Kujbyszewskiego Instytutu Pedagogicznego, zaś od 1977 do 1984 rektorem Kujbyszewskiego Uniwersytetu Państwowego. W latach 1984-1986 sprawował funkcję sekretarza Komitetu Obwodowego KPZR w Kujbyszewie. Od 1986 był zastępcą, a w latach 1988–1989 I zastępca kierownika Wydziału Nauki i Instytucji Edukacyjnych KC KPZR. Od 1989 do 1990 był kierownikiem Wydziału Ideologicznego KC KPZR, a następnie (w latach 1990–1991) kierownikiem Wydziału Humanitarnego KC KPZR i jednocześnie członkiem KC KPZR.

## Odznaczenia
- Order Czerwonego Sztandaru Pracy
- Order „Znak Honoru” (1981)
- Medal Orderu Zasług dla Ojczyzny I klasy
- Medal Orderu Zasług dla Ojczyzny II klasy
- Medal 850-lecia Moskwy